# Max Andrejewitsch Reiter

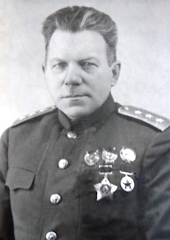
Max Andrejewitsch Reiter

Max Andrejewitsch Reiter (russisch Макс Андреевич Рейтер; * 12. /24. April 1886 Ventspils; † 6. April 1950 in Moskau) war ein sowjetischer Generaloberst (1943) und im Zweiten Weltkrieg Befehlshaber der Brjansker Front.

## Leben
Er entstammte einer Familie lettischer Bauern und verbrachte seine Jugend auf dem Zirgenhof in der kurländischen Provinz. Er absolvierte 1905 eine Realschule in Libau. In der russischen kaiserlichen Armee diente er seit 1906 als Gefreiter im 1. Sibirischen Schützen-Regiment der 1. Sibirischen Division. 1908 bestand er eine freiwillige Prüfung, die ihm das Recht einräumte, eine Militärschule zu besuchen. Darauf absolvierte er 1910 die Irkutsker Militärschule. Seit Januar 1911 diente er als Unteroffizier im 1. Sibirischen Regiments. Während des Ersten Weltkriegs kam er mit der 1. Sibirischen Infanterie-Division an die russische Westfront, wo er eine Kompanie und bald ein Bataillon führte. Anfang 1916 wurde er schwer verwundet, kam ins Lazarett und wurde zum Offizier für Sondereinsätze ins Hauptquartier der Kaukasus-Armee ernannt. Im September 1917 wurde er Offizier im Stab der 12. Armee. Anfang 1918 erkrankte er an Typhus und wurde im Februar von den Deutschen in einem Krankenhaus von Valka gefangen genommen. Bis Februar 1919 befand er sich in den deutschen Kriegsgefangenenlagern Hammerstein und Danzig. Er versuchte erfolglos aus der Gefangenschaft zu fliehen, seine Rückkehr erfolgte erst durch einen Gefangenenaustausch im Januar 1919.

### Dienst in der Roten Armee
Im März 1919 trat er freiwillig in die Roten Armee ein und diente im Witebsker Regiment der Tscheka. Im August 1919 wurde er Kommandant des 99. Schützen-Regiments und im Juli des 97. Schützen-Regiments (beide Teil der 11. Petrograder Schützen-Division). Seit November 1919 befehligte er als Oberst die 32. Schützen-Brigade. Er nahm am Russischen Bürgerkrieg teil und kämpfte 1919 an der Nordfront in Lettland und Estland. Er beteiligte sich an der Verteidigung von Petrograd gegenüber der weißgardisten Armee von General N. N. Judenitsch und an den Operationen gegen die Truppen von General Bulak-Balachowitsch. Im Sommer 1920 wurde seine Brigade an die polnische Front verlegt, dort zeichnete er sich mehrfach aus, wurde verwundet und erhielt seinen ersten Rotbannerorden. An der Spitze seiner Brigade beteiligte er sich im März 1921 an der Niederschlagung des Kronstädter Aufstands (1921), er war einer der ersten in die Festung einbrachen und wurde erneut verwundet. Er wurde dafür zum zweiten Mal mit dem Orden des Roten Banners ausgezeichnet, was in den Anfangszeiten der Roten Armee noch selten vorkam. Nach dem Krieg diente er weiterhin in der 11. Schützendivision: nacheinander als Kommandeur der 33. und 31. Schützen-Brigade, danach als Adjutant des Divisionskommandanten. 1922 beteiligte er sich an der Niederschlagung des im Oktober 1921 ausgelösten karelischen Aufstandes gegen die sowjetische Herrschaft. Er absolvierte 1923 die Militärakademie des Generalstabes der Roten Armee in Moskau. Im September 1923 diente er vorübergehend als Kommandeur der 11. Schützendivision. Im Oktober 1924 wurde er zum Kommandeur der 2. Amur-Schützendivision in Blagoweschtschensk bestellt. Von März 1926 bis Dezember 1929 war er Kommandeur der 36. Transbaikal-Schützendivision in Tschita. Im Jahr 1927 absolvierte er Fortbildungskurse für Kommandeure. Im Dezember 1929 wurde er zur Industrieproduktion abgeordnet und kommandierte den transkaukasischen Industriebezirk der paramilitärischen Garde der Industrieunternehmen und des Obersten Wirtschaftsrates der UdSSR, wobei er auch Kämpfe gegen Saboteure und Aufstände der Basmatschen führte. 1931 fungierte er für das Volkskommissariat der OGPU als stellvertretenden Chef der Sektion für Luft- und Brandschutz beim obersten Wirtschaftsrat. Dann kehrte er zur Roten Armee zurück und wurde im September 1932 zum Kommandeur der 73. Omsker-Schützen-Division im Militärbezirk Sibirien ernannt. Im September 1933 wurde er zum Studium geschickt und absolvierte bis 1935 die Frunse-Militärakademie. Ab November 1935 diente er in der 2. Abteilung des Generalstabes der Roten Armee. Am 17. Februar 1936 wurde er zum Divisionskommandeur ernannt, ab April 1936 war er Kommandeur der 3. Schützen-Division (ab August 1938 in 5. Schützen-Division umbenannt) und danach in der Direktion mit dem Kampftraining der Roten Armee betraut. Im Dezember 1938 wurde er während des Großen Terrors aus der Roten Armee entlassen, aber nicht verhaftet. Er war damit einer der wenigen sowjetischen Kommunisten lettischer Herkunft in führender Stellung, die nicht im Zuge der Lettischen Operation des NKWD ermordet wurden. Im Juni 1939 wurde er rehabilitiert, blieb aber trotz seiner Wiedereinstellung in die Rote Armee für weitere sechs Monate ohne Position. Erst im Januar 1940 wurde er zum stellvertretenden Befehlshaber für die Militärschulen des Nordkaukasus-Militärbezirks ernannt. Am 4. Juni 1940 wurde er zum Generalleutnant befördert, ab Juli 1940 als stellvertretenden Befehlshaber und ab Juni 1941 vorübergehend als Kommandeur der Truppen des Militärbezirks Nordkaukasus eingesetzt.

### Im Vaterländischen Krieg
Im August 1941 wurde er zum stellvertretenden Kommandeur der Logistik an der Zentralfront ernannt und im Dezember 1941 bei der Jelezer Operation verwundet. Er war schon als Befehlshaber der Truppen des Nordkaukasischen Militärbezirks bestellt, konnte die Position aber nicht annehmen, weil er ins Lazarett musste. Seit Februar 1942 war er stellvertretender Kommandeur für neu Formationen der Westfront. Ab März 1942 befehligte er die 20. Armee der Westfront, die an der Rschew-Sytschewkaer Operation teilnahm. Bei dieser Operation erzielten seine Truppen anfangs Erfolge, indem sie die deutsche Verteidigung durchbrach und bis zu 40 Kilometer tief vordrang. Im September 1942 wurde Reiter zum Kommandeur der Brjansker Front ernannt. Er zeichnete sich im Frühjahr 1943 bei der Woronesch-Kastornoje-Operation aus, bei der seine Truppen die deutsche 2. Armee und die ungarische 2. Armee weit nach Westen zurückdrängten. Für diesen Erfolg erhielt er nicht nur den Suworow-Orden 1. Klasse, sondern erhielt am 30. Januar 1943 auch den Rang des Generalobersten. Am 12. März 1943 wurde die Brjansk-Front aufgelöst und Rejter wurde zum Befehlshaber der neuen Reservefront ernannt, die am 23. März in Kursker Front umbenannt wurde. Schon am 28. März 1943 wurde die Brjansker Front wieder umbenannt und Reiter blieb Kommandeur. Seit Juni 1943 war er Befehlshaber der Truppen des Steppen-Militärbezirks und bereitete die Truppen auf die bevorstehende Schlacht im Kursker Bogen vor. Von Juli bis September 1943 war er stellvertretender Befehlshaber der Woroneschfront, mit deren Truppen er an der Belgorod-Charkower Operation beteiligt war. Aus unklaren Gründen wurde er im September 1943 von seiner Position abberufen, in Führerreserve versetzt und als Befehlshaber des Militärbezirk Südural aus dem aktiven Kommando abberufen.

### Nachkriegszeit
Von Januar 1946 bis Januar 1950 war er Leiter der höheren Taktik- und Schießkurse an der Lehreinrichtung „Wystrel“ an der nach Marschall B. M. Schaposchnikow benannten Militärakademie in Moskau. Im Januar 1950 wurde er verabschiedet und verstarb nur drei Monate später, im April 1950 in Moskau, er wurde auf dem Nowodewitschi-Friedhof beigesetzt.
Auszeichnungen:
- Leninorden (21. Februar 1945)
- 3 Rotbannerorden (31. Dezember 1921, 10. März 1922, 3. November 1944)
- Suworow-Orden 1. Klasse (14. Februar 1943)